# París-Tours 1996
La París-Tours 1996 fou la 90a edició de la clàssica París-Tours. Es disputà el 6 d'octubre de 1996 i el vencedor final fou l'italià Nicola Minali de l'equip Gewiss-Playbus, repetint la victòria de l'any anterior.
Era la novena cursa de la Copa del Món de ciclisme de 1996.

## Classificació general
|    | Ciclista                | Equip                   | Temps      |
| -- | ----------------------- | ----------------------- | ---------- |
| 1  | Nicola Minali (ITA)     | Gewiss-Playbus          | 5h 38' 55" |
| 2  | Tom Steels (BEL)        | Mapei-GB                | m. t.      |
| 3  | Giovanni Lombardi (ITA) | Polti                   | m. t.      |
| 4  | Tristan Hoffman (NED)   | TVM                     | m. t.      |
| 5  | Laurent Jalabert (FRA)  | ONCE                    | m. t.      |
| 6  | Michele Bartoli (ITA)   | MG Maglificio-Technogym | m. t.      |
| 7  | Andrea Ferrigato (ITA)  | Roslotto-ZG Mobili      | m. t.      |
| 8  | Pascal Chanteur (FRA)   | Casino                  | m. t.      |
| 9  | Giuseppe Citterio (ITA) | Aki-Gipiemme            | m. t.      |
| 10 | Lars Michaelsen (DEN)   | Festina-Lotus           | m. t.      |